# Vanaheim
Vanaheim je jeden z devíti světů severské mytologie, sídlo božského rodu Vanů. Druhý božský rod, Ásové, sídlil v Ásgardu. Z Vanaheimu pochází bohové Njörd, Freya a Frey.